# Hamé
Hamé este o companie producătoare de conserve din carne din Cehia, a cărei istorie începe din anul 1922. Grupul Hamé a fost preluat, la începutul lui 2008, de fondul de investiții islandez „Nordic Partners Surse”.
Compania produce pateuri din ficat, conserve de carne, mâncăruri gătite, legume sterilizate, salate de legume, ketchup, sosuri, marmelade, gemuri, compoturi, siropuri și hrană pentru copii. Compania deține mărcile Hamé, Otma, Veselá pastýřka, Znojmia, Hamánek și Bapa.
În anul 2005, compania producea anual peste 100.000 de tone de preparate în cinci fabrici din Cehia, Rusia și România.
Cifra de afaceri în 2004: 160 milioane dolari

## Hamé în România
Compania este prezentă și în România, începând cu anul 1996, când realiza importuri din Cehia.
În anul 2005, Hame a cumpărat societatea Romconserv Caracal, iar în 2007 a deschis prima fabrică aici, pe amplasamentul fostei unități, în urma unei investiții de opt milioane de euro.
Fabrica are o capacitate de producție de 15.000 de tone de conserve din carne pe an.
În anul 2007, compania a preluat Antrefrig București, companie deținută de oamenii de afaceri iranieni Manucher Saadati Sohi și Kabiri Jafar, pentru o sumă estimată la circa 30-40 milioane de euro. Ulterior, producția Antrefrig a fost mutată la Caracal.
Cifra de afaceri:
- 2007: 8,2 milioane euro[4]
- 2006: 15 milioane euro[8]
- 2004: 5,8 milioane lei[6]